# François Bernard Revel
Pour les articles homonymes, voir Revel.
François Bernard Revel est un homme politique français né en 1756 et mort à une date inconnue.
Administrateur du département, juge à Veules, il est suppléant à la Convention pour la Seine-Inférieure et est appelé à siéger le 3 août 1793.